# Gerechtigkeitsbrunnen (Aarau)

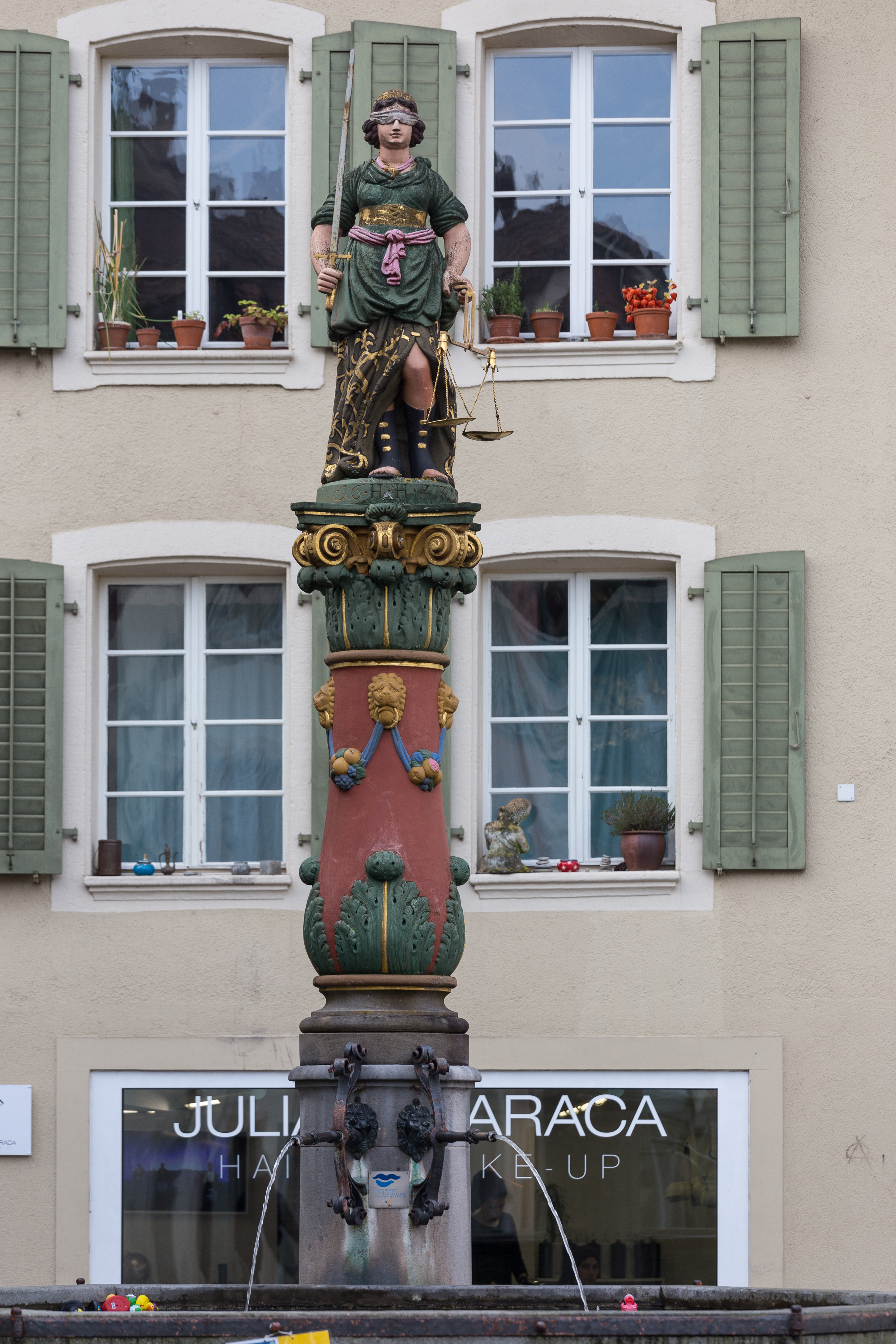
Säule des Gerechtigkeitsbrunnens

Der Gerechtigkeitsbrunnen in Aarau steht auf dem Platz vor der Stadtkirche. Er wurde 1643 vom Bildhauer Hans Henz geschaffen und von Balthasar Fisch bemalt. Während die Justitia-Figur aus Sandstein gefertigt ist, besteht die Säule aus Kalkstein, der Brunnentrog aus Mägenwiler Muschelkalk und der Sockel aus Granit.
Ursprünglich stand der Brunnen etwas weiter östlich an der Kreuzung von Rathausgasse und Kronengasse/Kirchgasse. Wegen des zunehmenden Verkehrsaufkommens musste er aber 1905 an seinen heutigen Standort verlegt werden. Die Brunnenfigur ist eine Kopie, das Original wird im Stadtmuseum Schlössli aufbewahrt.